# Maison d'Armagnac
Pour les articles homonymes, voir Familles d'Armagnac.
La maison d'Armagnac, originaire de Gascogne, est l'une des plus puissantes familles du royaume de France aux XIVe et XVe siècles.
Elle s'illustra avec Bernard VII d'Armagnac, connétable de France et chef du parti des Armagnacs durant la guerre de Cent Ans. Elle s'éteignit à la fin du XVIe siècle.

## Généralités
Jusqu'à la fin du XIIIe siècle, les Armagnac, qui vivent sur leurs territoires gascons, ne sont pas encore assez puissants pour jouer un rôle politique hors de leurs possessions. La maison de Toulouse, qui rayonnait sur le grand sud-ouest français, est vaincue par le pouvoir capétien lors de la croisade des albigeois, ce qui permet à des dynasties locales de s'affirmer, comme la maison de Foix, les comtes de Comminges, les Albret et les Armagnac. Autant de rivaux pour ces derniers, qui entrent en conflit avec les comtes de Foix pour l'héritage de la vicomté de Béarn qui a échu à ces seigneurs. Ce conflit perdurera jusqu'au XIVe siècle avec Gaston III de Foix-Béarn qui s'opposera victorieusement aux prétentions des Armagnac sur cette province.
Au commencement du XIVe siècle, ils accèdent au rang de grands féodaux avec l'héritage du comté de Rodez. Ce patrimoine s'ajoutant aux terres gasconnes de la famille, cela leur permet de tenir un rang de première importance au sein de la noblesse et de s'allier dès lors à la maison royale de France.
Au XVe siècle, après la maison de Bourgogne qui est alors la plus puissante maison du royaume de France, elle est l'une des familles françaises qui représente le mieux l'histoire des liens compliqués entre la haute féodalité et la souveraineté des capétiens. Au faîte de sa puissance avec le comte Bernard VII, les descendants de ce dernier se croiront capables de revendiquer une indépendance plus ou moins réelle envers la tutelle royale, mais le roi de France Louis XI mettra fin à leur puissance. 
Entre le XIVe siècle et le XVe siècle, elle entre en possession d'autres territoires, parmi lesquels le Charolais, la Marche, le Pardiac, le comté de Castres, la terre de Nemours érigée en duché, le Carladez, etc. et s'allie avec de grandes maisons étrangères.
Après avoir été attachée aux rois durant le XIVe siècle, elle cherche à s'émanciper de la tutelle royale au XVe siècle et prend ainsi une part active dans les dernières luttes de la féodalité en France. Elle bat monnaie et fait précéder ses titres de noblesse par la mention Dei gracia. Le roi Louis XI brisera ses désirs d'indépendance par la force et les Armagnac ne se relèveront jamais de leur défaite. Ils déclineront et s'éteindront au XVIe siècle non sans avoir jeté diverses branches plus ou moins connues.
L'attitude de quelques membres de cette maison au XVe siècle la fera décrire comme « trop puissante et trop fière ».
De ce lignage féodal est issu Bernard VII, comte d'Armagnac et de Rodez, connétable de France, chef du parti des Armagnacs opposés aux Bourguignons durant la guerre de Cent Ans.

## Histoire

### Les origines
La maison d'Armagnac est issue de Garcia II Sanche le Courbé, comte de Gascogne, mort après 920 qui partagea ses possessions entre ses trois premiers fils :
- Sanche († 955)  qui reçut le comté de Gascogne,
- Guillaume († 960)  qui reçut le comté de Fézensac,
- Arnaud Ier qui reçut le comté d'Astarac.

### Le comté d'Armagnac
Guillaume, comte de Fézensac, détacha de ses terres le comté d'Armagnac pour le donner à son fils cadet Bernard le Louche, qui fonda la première maison d'Armagnac. Le petit-fils de ce dernier, Bernard II Tumapaler, fut brièvement comte de Gascogne, qu'il tenait de sa mère, mais en fut dépossédé par son cousin Guy-Geoffroy, duc d'Aquitaine. En 1140 s'éteignit la branche aînée de Fézensac au profit des comtes d'Armagnac, héritage qui amorça la puissance de la famille.

### L'héritage du comté de Rodez: les comtes d'Armagnac et de Rodez
L'héritage du comté de Rodez est à l'origine de la puissance de la maison d'Armagnac aux XIVe siècle et XVe siècle.
À la suite de l'acquisition par mariage du comté de Rodez entre la fin du XIIIe siècle et le début du XIVe siècle, les comtes Jean Ier d'Armagnac et son fils Jean II d'Armagnac se rapprochèrent de la cour de France, Jean Ier mariant sa fille avec Jean, duc de Berry. Bernard VII d'Armagnac épousera à son tour une fille du duc de Berry puis il mariera l'une de ses filles à Charles d'Orléans. À la mort de Louis d'Orléans, il prit sa succession dans le conflit contre le parti des Bourguignons, prenant la tête du parti qui devint celui des Armagnacs. Pour accroître sa puissance, il déposséda les cadets de la famille, récupérant le Fézensaguet et le Pardiac, mais échouant avec le Comminges. Il mourut en 1418, laissant deux fils :
- Jean IV d'Armagnac, comte d'Armagnac et de Rodez,
- Bernard d'Armagnac, comte de Pardiac, auteur d'une branche cadette qui héritera par mariage de Nemours et de la Marche.

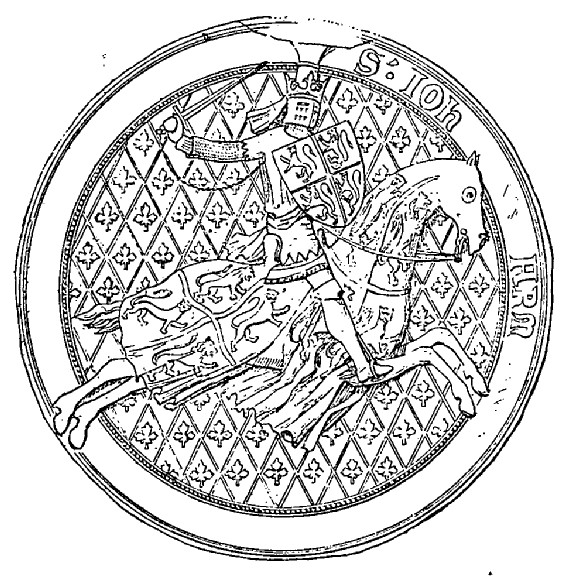
Sceau de Jean Ier d'Armagnac
Armoiries du comté de Rodez

### Les Armagnacs et les Bourguignons
De l'assassinat de Louis d'Orléans en 1407 au traité d'Arras en 1435, la maison d'Armagnac soutient les intérêts français contre les ducs de Bourgogne, alliés aux Anglais. Bernard VII d'Armagnac est connétable de France et chef du parti des Armagnacs.

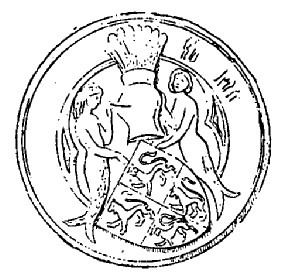
Sceau de Bernard VII d'Armagnac
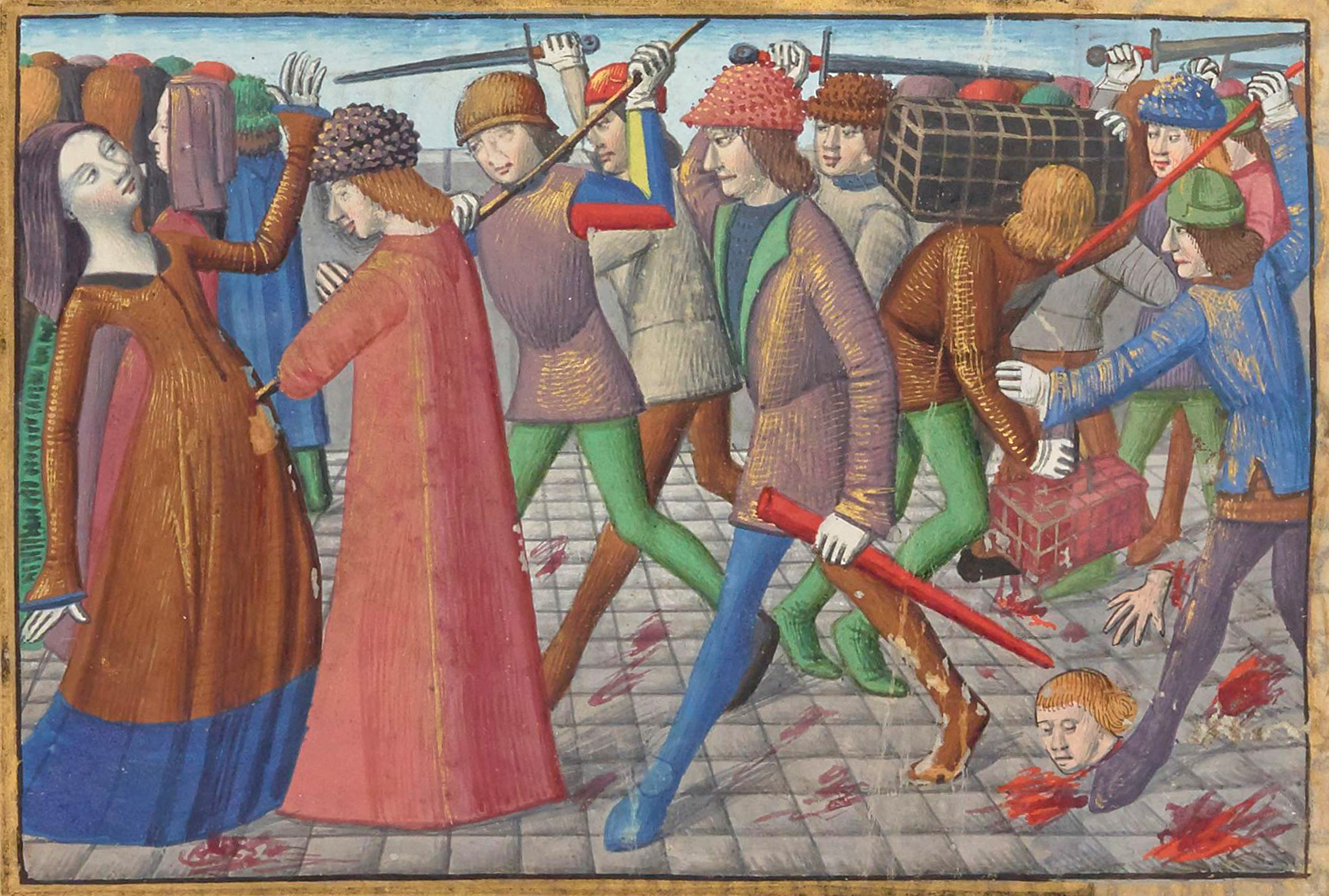
Les Cabochiens durant la guerre civile Armagnacs-Bourguignons

### La lutte pour l'indépendance et la fin de la maison d'Armagnac
Après avoir servi les capétiens durant le XIVe siècle et le début du XVe siècle, les Armagnac cherchent ouvertement à s'émanciper. Ils tiennent pour acquis que leur rang, avec le rôle qu'ils tiennent au sein du royaume de France, leur donne des droits supérieurs au reste de la noblesse. Ils revendiquent alors des droits régaliens, battent monnaie et prennent la qualification de comtes par la grâce de Dieu. De fait, ils s'érigent en défenseurs des droits de la féodalité.
En 1473, Jean V d'Armagnac est assiégé et tué le 5 mars à Lectoure par les troupes françaises dirigées par le cardinal Jean Jouffroy, évêque d'Albi. Elles ne laissèrent en vie que la comtesse  Jeanne de Foix (fille du comte Gaston de Foix). Celle-ci, que Jean V avait épousée en 1468, fut dépouillée de ses bijoux et de ses joyaux et fut traînée dans le château de Buzet-sur-Tarn. Elle mit au monde une enfant mort-née en avril 1473, et décéda après le 10 février 1476. 
Cousin germain au 1er degré du précédent, Jacques d'Armagnac, duc de Nemours, comte de Pardiac et de La Marche, vicomte de Carlat et de Murat, fils de Bernard d'Armagnac, comte de Pardiac, et d'Éléonore de Bourbon, duchesse de Nemours, est exécuté en 1477 aux Halles à Paris pour conspiration contre la personne du roi Louis XI.
Jacques et Jean V étaient deux des trois derniers petits-fils et héritiers mâles de Bernard VII et de Bonne de Berry (1367-1435). Louis XI, qui les fit mettre à mort, était leur cousin au 4e degré, puisqu'ils avaient Jean II Le Bon, roi de France, et Bonne de Luxembourg comme trisaïeux communs, ainsi que bien d'autres ancêtres.
Le seul rescapé mâle de la maison d'Armagnac fut Charles Ier, comte d'Armagnac, vicomte de Fézensaguet. Louis XI le fit enfermer treize longues années en prison, de 1472 à 1485. La santé mentale de Charles en fut très affectée. Ayant cédé son comté à Alain d'Albret, il finit misérablement, aux mains des curateurs. Charles Ier était né en 1425 et décéda sans postérité légitime le 3 juin 1497 à Castelnau-de-Montmiral, à l'âge de 72 ans. Il s'était marié le 26 novembre 1468 à Castelnau-de-Médoc avec  Catherine de Foix-Candale, fille de Jean de Foix (1410 - 1485), comte de Benauges et de Kendall (Candalle), vicomte de Castillon et de Meilles, captal de Buch  et de Margaret de La Pole of Suffolk (1426-1485), comtesse de Kendall. Il eut un fils naturel prénommé Pierre d'Armagnac, capitaine des guerres d'Italie, qui fut légitimé par le roi Louis XII en 1502. Pierre fut lui-même père de Georges d'Armagnac, élevé au cardinalat en 1544.

## Généalogie simplifiée
|                                                |                                                |                                                |                                                |                                                  |                                                  |                                                  |                                                  |                                                   |                                                   |                                                   |                                                   |                                                   |                                                   |                                               |                                               |                                                               |                                                               | Garcia II le Courbé comte de Gascogne († 926)                 |                                                               |                                                               |                                                               |                                                            |                                                            |                                                            |                                                            |                                                 |                                                 |                                                              |                                                              |                                                              |                                                              |                                                              |                                                              |                                            |                                            |                                            |                                            |                                           |                                           |                                           |                                           |                                       |                                       |                                        |                                        |                                        |                                        |                                        |                                        |                       |                       |                       |                       |  |  |  |  |  |  |  |  |  |  |
|                                                |                                                |                                                |                                                |                                                  |                                                  |                                                  |                                                  |                                                   |                                                   |                                                   |                                                   |                                                   |                                                   |                                               |                                               |                                                               |                                                               |                                                               |                                                               |                                                               |                                                               |                                                            |                                                            |                                                            |                                                            |                                                 |                                                 |                                                              |                                                              |                                                              |                                                              |                                                              |                                                              |                                            |                                            |                                            |                                            |                                           |                                           |                                           |                                           |                                       |                                       |                                        |                                        |                                        |                                        |                                        |                                        |                       |                       |                       |                       |  |  |  |  |  |  |  |  |  |  |
|                                                |                                                |                                                |                                                |                                                  |                                                  |                                                  |                                                  |                                                   |                                                   |                                                   |                                                   |                                                   |                                                   |                                               |                                               |                                                               |                                                               | Guillaume Garcès comte de Fezensac († 960)                    |                                                               |                                                               |                                                               |                                                            |                                                            |                                                            |                                                            |                                                 |                                                 |                                                              |                                                              |                                                              |                                                              |                                                              |                                                              |                                            |                                            |                                            |                                            |                                           |                                           |                                           |                                           |                                       |                                       |                                        |                                        |                                        |                                        |                                        |                                        |                       |                       |                       |                       |  |  |  |  |  |  |  |  |  |  |
|                                                |                                                |                                                |                                                |                                                  |                                                  |                                                  |                                                  |                                                   |                                                   |                                                   |                                                   |                                                   |                                                   |                                               |                                               |                                                               |                                                               |                                                               |                                                               |                                                               |                                                               |                                                            |                                                            |                                                            |                                                            |                                                 |                                                 |                                                              |                                                              |                                                              |                                                              |                                                              |                                                              |                                            |                                            |                                            |                                            |                                           |                                           |                                           |                                           |                                       |                                       |                                        |                                        |                                        |                                        |                                        |                                        |                       |                       |                       |                       |  |  |  |  |  |  |  |  |  |  |
|                                                |                                                |                                                |                                                |                                                  |                                                  |                                                  |                                                  |                                                   |                                                   |                                                   |                                                   |                                                   |                                                   |                                               |                                               |                                                               |                                                               |                                                               |                                                               |                                                               |                                                               |                                                            |                                                            |                                                            |                                                            |                                                 |                                                 |                                                              |                                                              |                                                              |                                                              |                                                              |                                                              |                                            |                                            |                                            |                                            |                                           |                                           |                                           |                                           |                                       |                                       |                                        |                                        |                                        |                                        |                                        |                                        |                       |                       |                       |                       |  |  |  |  |  |  |  |  |  |  |
|                                                |                                                |                                                |                                                |                                                  |                                                  |                                                  |                                                  |                                                   |                                                   |                                                   |                                                   |                                                   |                                                   | Odon comte de Fézensac († 985)                | Odon comte de Fézensac († 985)                | Odon comte de Fézensac († 985)                                | Odon comte de Fézensac († 985)                                | Odon comte de Fézensac († 985)                                | Odon comte de Fézensac († 985)                                |                                                               |                                                               | Bernard Ier le Louche comte d'Armagnac († 995)             | Bernard Ier le Louche comte d'Armagnac († 995)             | Bernard Ier le Louche comte d'Armagnac († 995)             | Bernard Ier le Louche comte d'Armagnac († 995)             | Bernard Ier le Louche comte d'Armagnac († 995)  | Bernard Ier le Louche comte d'Armagnac († 995)  |                                                              |                                                              |                                                              |                                                              |                                                              |                                                              |                                            |                                            |                                            |                                            |                                           |                                           |                                           |                                           |                                       |                                       |                                        |                                        |                                        |                                        |                                        |                                        |                       |                       |                       |                       |  |  |  |  |  |  |  |  |  |  |
|                                                |                                                |                                                |                                                |                                                  |                                                  |                                                  |                                                  |                                                   |                                                   |                                                   |                                                   |                                                   |                                                   | Odon comte de Fézensac († 985)                | Odon comte de Fézensac († 985)                | Odon comte de Fézensac († 985)                                | Odon comte de Fézensac († 985)                                | Odon comte de Fézensac († 985)                                | Odon comte de Fézensac († 985)                                |                                                               |                                                               | Bernard Ier le Louche comte d'Armagnac († 995)             | Bernard Ier le Louche comte d'Armagnac († 995)             | Bernard Ier le Louche comte d'Armagnac († 995)             | Bernard Ier le Louche comte d'Armagnac († 995)             | Bernard Ier le Louche comte d'Armagnac († 995)  | Bernard Ier le Louche comte d'Armagnac († 995)  |                                                              |                                                              |                                                              |                                                              |                                                              |                                                              |                                            |                                            |                                            |                                            |                                           |                                           |                                           |                                           |                                       |                                       |                                        |                                        |                                        |                                        |                                        |                                        |                       |                       |                       |                       |  |  |  |  |  |  |  |  |  |  |
|                                                |                                                |                                                |                                                |                                                  |                                                  |                                                  |                                                  |                                                   |                                                   |                                                   |                                                   |                                                   |                                                   | Bernard-Odon comte de Fézensac († 1020)       |                                               |                                                               |                                                               |                                                               |                                                               |                                                               |                                                               |                                                            |                                                            |                                                            |                                                            |                                                 |                                                 |                                                              |                                                              |                                                              |                                                              |                                                              |                                                              |                                            |                                            |                                            |                                            |                                           |                                           |                                           |                                           |                                       |                                       |                                        |                                        |                                        |                                        |                                        |                                        |                       |                       |                       |                       |  |  |  |  |  |  |  |  |  |  |
|                                                |                                                |                                                |                                                |                                                  |                                                  |                                                  |                                                  |                                                   |                                                   |                                                   |                                                   |                                                   |                                                   |                                               |                                               |                                                               |                                                               |                                                               |                                                               |                                                               |                                                               | Géraud Ier Trancaléon comte d'Armagnac († 1020)            | Géraud Ier Trancaléon comte d'Armagnac († 1020)            | Géraud Ier Trancaléon comte d'Armagnac († 1020)            | Géraud Ier Trancaléon comte d'Armagnac († 1020)            | Géraud Ier Trancaléon comte d'Armagnac († 1020) | Géraud Ier Trancaléon comte d'Armagnac († 1020) |                                                              |                                                              |                                                              |                                                              |                                                              |                                                              | Arnaud Ier vicomte de Lomagne              | Arnaud Ier vicomte de Lomagne              | Arnaud Ier vicomte de Lomagne              | Arnaud Ier vicomte de Lomagne              | Arnaud Ier vicomte de Lomagne             | Arnaud Ier vicomte de Lomagne             |                                           |                                           |                                       |                                       |                                        |                                        |                                        |                                        |                                        |                                        |                       |                       |                       |                       |  |  |  |  |  |  |  |  |  |  |
|                                                |                                                |                                                |                                                |                                                  |                                                  |                                                  |                                                  |                                                   |                                                   |                                                   |                                                   |                                                   |                                                   | Aymeric Ier comte de Fézensac († 1032)        |                                               |                                                               |                                                               |                                                               |                                                               |                                                               |                                                               | Géraud Ier Trancaléon comte d'Armagnac († 1020)            | Géraud Ier Trancaléon comte d'Armagnac († 1020)            | Géraud Ier Trancaléon comte d'Armagnac († 1020)            | Géraud Ier Trancaléon comte d'Armagnac († 1020)            | Géraud Ier Trancaléon comte d'Armagnac († 1020) | Géraud Ier Trancaléon comte d'Armagnac († 1020) |                                                              |                                                              |                                                              |                                                              |                                                              |                                                              | Arnaud Ier vicomte de Lomagne              | Arnaud Ier vicomte de Lomagne              | Arnaud Ier vicomte de Lomagne              | Arnaud Ier vicomte de Lomagne              | Arnaud Ier vicomte de Lomagne             | Arnaud Ier vicomte de Lomagne             |                                           |                                           |                                       |                                       |                                        |                                        |                                        |                                        |                                        |                                        |                       |                       |                       |                       |  |  |  |  |  |  |  |  |  |  |
|                                                |                                                |                                                |                                                |                                                  |                                                  |                                                  |                                                  |                                                   |                                                   |                                                   |                                                   |                                                   |                                                   |                                               |                                               |                                                               |                                                               |                                                               |                                                               |                                                               |                                                               |                                                            |                                                            |                                                            |                                                            |                                                 |                                                 |                                                              |                                                              |                                                              |                                                              |                                                              |                                                              |                                            |                                            |                                            |                                            |                                           |                                           |                                           |                                           |                                       |                                       |                                        |                                        |                                        |                                        |                                        |                                        |                       |                       |                       |                       |  |  |  |  |  |  |  |  |  |  |
|                                                |                                                |                                                |                                                |                                                  |                                                  |                                                  |                                                  |                                                   |                                                   |                                                   |                                                   |                                                   |                                                   | Astanove Ier comte de Fézensac († 1064)       | Astanove Ier comte de Fézensac († 1064)       | Astanove Ier comte de Fézensac († 1064)                       | Astanove Ier comte de Fézensac († 1064)                       | Astanove Ier comte de Fézensac († 1064)                       | Astanove Ier comte de Fézensac († 1064)                       |                                                               |                                                               | Bernard II Tumapaler comte d'Armagnac († 1090)             | Bernard II Tumapaler comte d'Armagnac († 1090)             | Bernard II Tumapaler comte d'Armagnac († 1090)             | Bernard II Tumapaler comte d'Armagnac († 1090)             | Bernard II Tumapaler comte d'Armagnac († 1090)  | Bernard II Tumapaler comte d'Armagnac († 1090)  |                                                              |                                                              |                                                              |                                                              |                                                              |                                                              | Odon Ier vicomte de Lomagne († 1085)       | Odon Ier vicomte de Lomagne († 1085)       | Odon Ier vicomte de Lomagne († 1085)       | Odon Ier vicomte de Lomagne († 1085)       | Odon Ier vicomte de Lomagne († 1085)      | Odon Ier vicomte de Lomagne († 1085)      |                                           |                                           |                                       |                                       |                                        |                                        |                                        |                                        |                                        |                                        |                       |                       |                       |                       |  |  |  |  |  |  |  |  |  |  |
|                                                |                                                |                                                |                                                |                                                  |                                                  |                                                  |                                                  |                                                   |                                                   |                                                   |                                                   |                                                   |                                                   | Astanove Ier comte de Fézensac († 1064)       | Astanove Ier comte de Fézensac († 1064)       | Astanove Ier comte de Fézensac († 1064)                       | Astanove Ier comte de Fézensac († 1064)                       | Astanove Ier comte de Fézensac († 1064)                       | Astanove Ier comte de Fézensac († 1064)                       |                                                               |                                                               | Bernard II Tumapaler comte d'Armagnac († 1090)             | Bernard II Tumapaler comte d'Armagnac († 1090)             | Bernard II Tumapaler comte d'Armagnac († 1090)             | Bernard II Tumapaler comte d'Armagnac († 1090)             | Bernard II Tumapaler comte d'Armagnac († 1090)  | Bernard II Tumapaler comte d'Armagnac († 1090)  |                                                              |                                                              |                                                              |                                                              |                                                              |                                                              | Odon Ier vicomte de Lomagne († 1085)       | Odon Ier vicomte de Lomagne († 1085)       | Odon Ier vicomte de Lomagne († 1085)       | Odon Ier vicomte de Lomagne († 1085)       | Odon Ier vicomte de Lomagne († 1085)      | Odon Ier vicomte de Lomagne († 1085)      |                                           |                                           |                                       |                                       |                                        |                                        |                                        |                                        |                                        |                                        |                       |                       |                       |                       |  |  |  |  |  |  |  |  |  |  |
|                                                |                                                |                                                |                                                |                                                  |                                                  |                                                  |                                                  |                                                   |                                                   |                                                   |                                                   |                                                   |                                                   | Aymeric II comte de Fézensac († 1103)         | Aymeric II comte de Fézensac († 1103)         | Aymeric II comte de Fézensac († 1103)                         | Aymeric II comte de Fézensac († 1103)                         | Aymeric II comte de Fézensac († 1103)                         | Aymeric II comte de Fézensac († 1103)                         |                                                               |                                                               | Géraud II comte d'Armagnac († 1103)                        | Géraud II comte d'Armagnac († 1103)                        | Géraud II comte d'Armagnac († 1103)                        | Géraud II comte d'Armagnac († 1103)                        | Géraud II comte d'Armagnac († 1103)             | Géraud II comte d'Armagnac († 1103)             |                                                              |                                                              |                                                              |                                                              |                                                              |                                                              | Odon II vicomte de Lomagne († 1091)        | Odon II vicomte de Lomagne († 1091)        | Odon II vicomte de Lomagne († 1091)        | Odon II vicomte de Lomagne († 1091)        | Odon II vicomte de Lomagne († 1091)       | Odon II vicomte de Lomagne († 1091)       |                                           |                                           |                                       |                                       |                                        |                                        |                                        |                                        |                                        |                                        |                       |                       |                       |                       |  |  |  |  |  |  |  |  |  |  |
|                                                |                                                |                                                |                                                |                                                  |                                                  |                                                  |                                                  |                                                   |                                                   |                                                   |                                                   |                                                   |                                                   | Aymeric II comte de Fézensac († 1103)         | Aymeric II comte de Fézensac († 1103)         | Aymeric II comte de Fézensac († 1103)                         | Aymeric II comte de Fézensac († 1103)                         | Aymeric II comte de Fézensac († 1103)                         | Aymeric II comte de Fézensac († 1103)                         |                                                               |                                                               | Géraud II comte d'Armagnac († 1103)                        | Géraud II comte d'Armagnac († 1103)                        | Géraud II comte d'Armagnac († 1103)                        | Géraud II comte d'Armagnac († 1103)                        | Géraud II comte d'Armagnac († 1103)             | Géraud II comte d'Armagnac († 1103)             |                                                              |                                                              |                                                              |                                                              |                                                              |                                                              | Odon II vicomte de Lomagne († 1091)        | Odon II vicomte de Lomagne († 1091)        | Odon II vicomte de Lomagne († 1091)        | Odon II vicomte de Lomagne († 1091)        | Odon II vicomte de Lomagne († 1091)       | Odon II vicomte de Lomagne († 1091)       |                                           |                                           |                                       |                                       |                                        |                                        |                                        |                                        |                                        |                                        |                       |                       |                       |                       |  |  |  |  |  |  |  |  |  |  |
|                                                |                                                |                                                |                                                |                                                  |                                                  |                                                  |                                                  |                                                   |                                                   |                                                   |                                                   |                                                   |                                                   | Astanove II comte de Fézensac († 1140)        | Astanove II comte de Fézensac († 1140)        | Astanove II comte de Fézensac († 1140)                        | Astanove II comte de Fézensac († 1140)                        | Astanove II comte de Fézensac († 1140)                        | Astanove II comte de Fézensac († 1140)                        |                                                               |                                                               | Bernard III comte d'Armagnac († 1110)                      | Bernard III comte d'Armagnac († 1110)                      | Bernard III comte d'Armagnac († 1110)                      | Bernard III comte d'Armagnac († 1110)                      | Bernard III comte d'Armagnac († 1110)           | Bernard III comte d'Armagnac († 1110)           |                                                              |                                                              |                                                              |                                                              |                                                              |                                                              | Vézian Ier vicomte de Lomagne († 1137)     | Vézian Ier vicomte de Lomagne († 1137)     | Vézian Ier vicomte de Lomagne († 1137)     | Vézian Ier vicomte de Lomagne († 1137)     | Vézian Ier vicomte de Lomagne († 1137)    | Vézian Ier vicomte de Lomagne († 1137)    |                                           |                                           |                                       |                                       |                                        |                                        |                                        |                                        |                                        |                                        |                       |                       |                       |                       |  |  |  |  |  |  |  |  |  |  |
|                                                |                                                |                                                |                                                |                                                  |                                                  |                                                  |                                                  |                                                   |                                                   |                                                   |                                                   |                                                   |                                                   | Astanove II comte de Fézensac († 1140)        | Astanove II comte de Fézensac († 1140)        | Astanove II comte de Fézensac († 1140)                        | Astanove II comte de Fézensac († 1140)                        | Astanove II comte de Fézensac († 1140)                        | Astanove II comte de Fézensac († 1140)                        |                                                               |                                                               | Bernard III comte d'Armagnac († 1110)                      | Bernard III comte d'Armagnac († 1110)                      | Bernard III comte d'Armagnac († 1110)                      | Bernard III comte d'Armagnac († 1110)                      | Bernard III comte d'Armagnac († 1110)           | Bernard III comte d'Armagnac († 1110)           |                                                              |                                                              |                                                              |                                                              |                                                              |                                                              | Vézian Ier vicomte de Lomagne († 1137)     | Vézian Ier vicomte de Lomagne († 1137)     | Vézian Ier vicomte de Lomagne († 1137)     | Vézian Ier vicomte de Lomagne († 1137)     | Vézian Ier vicomte de Lomagne († 1137)    | Vézian Ier vicomte de Lomagne († 1137)    |                                           |                                           |                                       |                                       |                                        |                                        |                                        |                                        |                                        |                                        |                       |                       |                       |                       |  |  |  |  |  |  |  |  |  |  |
|                                                |                                                |                                                |                                                |                                                  |                                                  | Bernard III comte de Bigorre († 1112)            | Bernard III comte de Bigorre († 1112)            | Bernard III comte de Bigorre († 1112)             | Bernard III comte de Bigorre († 1112)             | Bernard III comte de Bigorre († 1112)             | Bernard III comte de Bigorre († 1112)             |                                                   |                                                   | Anicelle comtesse de Fézensac                 | Anicelle comtesse de Fézensac                 | Anicelle comtesse de Fézensac                                 | Anicelle comtesse de Fézensac                                 | Anicelle comtesse de Fézensac                                 | Anicelle comtesse de Fézensac                                 |                                                               |                                                               | Géraud III comte d'Armagnac († 1160)                       | Géraud III comte d'Armagnac († 1160)                       | Géraud III comte d'Armagnac († 1160)                       | Géraud III comte d'Armagnac († 1160)                       | Géraud III comte d'Armagnac († 1160)            | Géraud III comte d'Armagnac († 1160)            |                                                              |                                                              |                                                              |                                                              |                                                              |                                                              | Odon III vicomte de Lomagne († 1178)       | Odon III vicomte de Lomagne († 1178)       | Odon III vicomte de Lomagne († 1178)       | Odon III vicomte de Lomagne († 1178)       | Odon III vicomte de Lomagne († 1178)      | Odon III vicomte de Lomagne († 1178)      |                                           |                                           |                                       |                                       |                                        |                                        |                                        |                                        |                                        |                                        |                       |                       |                       |                       |  |  |  |  |  |  |  |  |  |  |
|                                                |                                                |                                                |                                                |                                                  |                                                  | Bernard III comte de Bigorre († 1112)            | Bernard III comte de Bigorre († 1112)            | Bernard III comte de Bigorre († 1112)             | Bernard III comte de Bigorre († 1112)             | Bernard III comte de Bigorre († 1112)             | Bernard III comte de Bigorre († 1112)             |                                                   |                                                   | Anicelle comtesse de Fézensac                 | Anicelle comtesse de Fézensac                 | Anicelle comtesse de Fézensac                                 | Anicelle comtesse de Fézensac                                 | Anicelle comtesse de Fézensac                                 | Anicelle comtesse de Fézensac                                 |                                                               |                                                               | Géraud III comte d'Armagnac († 1160)                       | Géraud III comte d'Armagnac († 1160)                       | Géraud III comte d'Armagnac († 1160)                       | Géraud III comte d'Armagnac († 1160)                       | Géraud III comte d'Armagnac († 1160)            | Géraud III comte d'Armagnac († 1160)            |                                                              |                                                              |                                                              |                                                              |                                                              |                                                              | Odon III vicomte de Lomagne († 1178)       | Odon III vicomte de Lomagne († 1178)       | Odon III vicomte de Lomagne († 1178)       | Odon III vicomte de Lomagne († 1178)       | Odon III vicomte de Lomagne († 1178)      | Odon III vicomte de Lomagne († 1178)      |                                           |                                           |                                       |                                       |                                        |                                        |                                        |                                        |                                        |                                        |                       |                       |                       |                       |  |  |  |  |  |  |  |  |  |  |
|                                                |                                                |                                                |                                                |                                                  |                                                  |                                                  |                                                  |                                                   |                                                   |                                                   |                                                   |                                                   |                                                   |                                               |                                               |                                                               |                                                               |                                                               |                                                               |                                                               |                                                               |                                                            |                                                            |                                                            |                                                            |                                                 |                                                 |                                                              |                                                              |                                                              |                                                              |                                                              |                                                              |                                            |                                            |                                            |                                            |                                           |                                           |                                           |                                           |                                       |                                       |                                        |                                        |                                        |                                        |                                        |                                        |                       |                       |                       |                       |  |  |  |  |  |  |  |  |  |  |
|                                                |                                                |                                                |                                                |                                                  |                                                  |                                                  |                                                  |                                                   |                                                   |                                                   |                                                   |                                                   |                                                   |                                               |                                               |                                                               |                                                               |                                                               |                                                               |                                                               |                                                               |                                                            |                                                            |                                                            |                                                            |                                                 |                                                 |                                                              |                                                              |                                                              |                                                              |                                                              |                                                              |                                            |                                            |                                            |                                            |                                           |                                           |                                           |                                           |                                       |                                       |                                        |                                        |                                        |                                        |                                        |                                        |                       |                       |                       |                       |  |  |  |  |  |  |  |  |  |  |
|                                                |                                                |                                                |                                                |                                                  |                                                  |                                                  |                                                  |                                                   |                                                   |                                                   |                                                   | Bernard IV comte d'Armagnac († 1193)              | Bernard IV comte d'Armagnac († 1193)              | Bernard IV comte d'Armagnac († 1193)          | Bernard IV comte d'Armagnac († 1193)          | Bernard IV comte d'Armagnac († 1193)                          | Bernard IV comte d'Armagnac († 1193)                          |                                                               |                                                               |                                                               |                                                               | Mascarose                                                  | Mascarose                                                  | Mascarose                                                  | Mascarose                                                  | Mascarose                                       | Mascarose                                       |                                                              |                                                              | Odon seigneur de Firmacon                                    | Odon seigneur de Firmacon                                    | Odon seigneur de Firmacon                                    | Odon seigneur de Firmacon                                    | Odon seigneur de Firmacon                  | Odon seigneur de Firmacon                  |                                            |                                            |                                           |                                           | Vezian II vicomte de Lomagne († 1221)     | Vezian II vicomte de Lomagne († 1221)     | Vezian II vicomte de Lomagne († 1221) | Vezian II vicomte de Lomagne († 1221) | Vezian II vicomte de Lomagne († 1221)  | Vezian II vicomte de Lomagne († 1221)  |                                        |                                        |                                        |                                        |                       |                       |                       |                       |  |  |  |  |  |  |  |  |  |  |
|                                                |                                                |                                                |                                                |                                                  |                                                  |                                                  |                                                  |                                                   |                                                   |                                                   |                                                   | Bernard IV comte d'Armagnac († 1193)              | Bernard IV comte d'Armagnac († 1193)              | Bernard IV comte d'Armagnac († 1193)          | Bernard IV comte d'Armagnac († 1193)          | Bernard IV comte d'Armagnac († 1193)                          | Bernard IV comte d'Armagnac († 1193)                          |                                                               |                                                               |                                                               |                                                               | Mascarose                                                  | Mascarose                                                  | Mascarose                                                  | Mascarose                                                  | Mascarose                                       | Mascarose                                       |                                                              |                                                              | Odon seigneur de Firmacon                                    | Odon seigneur de Firmacon                                    | Odon seigneur de Firmacon                                    | Odon seigneur de Firmacon                                    | Odon seigneur de Firmacon                  | Odon seigneur de Firmacon                  |                                            |                                            |                                           |                                           | Vezian II vicomte de Lomagne († 1221)     | Vezian II vicomte de Lomagne († 1221)     | Vezian II vicomte de Lomagne († 1221) | Vezian II vicomte de Lomagne († 1221) | Vezian II vicomte de Lomagne († 1221)  | Vezian II vicomte de Lomagne († 1221)  |                                        |                                        |                                        |                                        |                       |                       |                       |                       |  |  |  |  |  |  |  |  |  |  |
|                                                |                                                |                                                |                                                |                                                  |                                                  |                                                  |                                                  |                                                   |                                                   |                                                   |                                                   |                                                   |                                                   |                                               |                                               |                                                               |                                                               |                                                               |                                                               |                                                               |                                                               |                                                            |                                                            |                                                            |                                                            |                                                 |                                                 |                                                              |                                                              |                                                              |                                                              |                                                              |                                                              |                                            |                                            |                                            |                                            |                                           |                                           |                                           |                                           |                                       |                                       |                                        |                                        |                                        |                                        |                                        |                                        |                       |                       |                       |                       |  |  |  |  |  |  |  |  |  |  |
|                                                |                                                |                                                |                                                |                                                  |                                                  |                                                  |                                                  |                                                   |                                                   |                                                   |                                                   | Géraud IV comte d'Armagnac († 1215)               | Géraud IV comte d'Armagnac († 1215)               | Géraud IV comte d'Armagnac († 1215)           | Géraud IV comte d'Armagnac († 1215)           | Géraud IV comte d'Armagnac († 1215)                           | Géraud IV comte d'Armagnac († 1215)                           |                                                               |                                                               |                                                               |                                                               |                                                            |                                                            |                                                            |                                                            | Bernard Ier vicomte de Fézensaguet († 1202)     | Bernard Ier vicomte de Fézensaguet († 1202)     | Bernard Ier vicomte de Fézensaguet († 1202)                  | Bernard Ier vicomte de Fézensaguet († 1202)                  | Bernard Ier vicomte de Fézensaguet († 1202)                  | Bernard Ier vicomte de Fézensaguet († 1202)                  |                                                              |                                                              |                                            |                                            |                                            |                                            |                                           |                                           |                                           |                                           |                                       |                                       |                                        |                                        |                                        |                                        |                                        |                                        |                       |                       |                       |                       |  |  |  |  |  |  |  |  |  |  |
|                                                |                                                |                                                |                                                |                                                  |                                                  |                                                  |                                                  |                                                   |                                                   |                                                   |                                                   | Géraud IV comte d'Armagnac († 1215)               | Géraud IV comte d'Armagnac († 1215)               | Géraud IV comte d'Armagnac († 1215)           | Géraud IV comte d'Armagnac († 1215)           | Géraud IV comte d'Armagnac († 1215)                           | Géraud IV comte d'Armagnac († 1215)                           |                                                               |                                                               |                                                               |                                                               |                                                            |                                                            |                                                            |                                                            | Bernard Ier vicomte de Fézensaguet († 1202)     | Bernard Ier vicomte de Fézensaguet († 1202)     | Bernard Ier vicomte de Fézensaguet († 1202)                  | Bernard Ier vicomte de Fézensaguet († 1202)                  | Bernard Ier vicomte de Fézensaguet († 1202)                  | Bernard Ier vicomte de Fézensaguet († 1202)                  |                                                              |                                                              |                                            |                                            |                                            |                                            |                                           |                                           |                                           |                                           |                                       |                                       |                                        |                                        |                                        |                                        |                                        |                                        |                       |                       |                       |                       |  |  |  |  |  |  |  |  |  |  |
|                                                |                                                |                                                |                                                |                                                  |                                                  |                                                  |                                                  |                                                   |                                                   |                                                   |                                                   |                                                   |                                                   |                                               |                                               |                                                               |                                                               |                                                               |                                                               |                                                               |                                                               |                                                            |                                                            |                                                            |                                                            |                                                 |                                                 |                                                              |                                                              |                                                              |                                                              |                                                              |                                                              |                                            |                                            |                                            |                                            |                                           |                                           |                                           |                                           |                                       |                                       |                                        |                                        |                                        |                                        |                                        |                                        |                       |                       |                       |                       |  |  |  |  |  |  |  |  |  |  |
|                                                |                                                |                                                |                                                |                                                  |                                                  |                                                  |                                                  |                                                   |                                                   |                                                   |                                                   |                                                   |                                                   |                                               |                                               |                                                               |                                                               |                                                               |                                                               |                                                               |                                                               |                                                            |                                                            |                                                            |                                                            |                                                 |                                                 |                                                              |                                                              |                                                              |                                                              |                                                              |                                                              |                                            |                                            |                                            |                                            |                                           |                                           |                                           |                                           |                                       |                                       |                                        |                                        |                                        |                                        |                                        |                                        |                       |                       |                       |                       |  |  |  |  |  |  |  |  |  |  |
|                                                |                                                |                                                |                                                |                                                  |                                                  |                                                  |                                                  | Roger vicomte de Fézensaguet                      | Roger vicomte de Fézensaguet                      | Roger vicomte de Fézensaguet                      | Roger vicomte de Fézensaguet                      | Roger vicomte de Fézensaguet                      | Roger vicomte de Fézensaguet                      |                                               |                                               |                                                               |                                                               |                                                               |                                                               |                                                               |                                                               |                                                            |                                                            |                                                            |                                                            |                                                 |                                                 | Géraud V comte d'Armagnac († 1219)                           | Géraud V comte d'Armagnac († 1219)                           | Géraud V comte d'Armagnac († 1219)                           | Géraud V comte d'Armagnac († 1219)                           | Géraud V comte d'Armagnac († 1219)                           | Géraud V comte d'Armagnac († 1219)                           |                                            |                                            |                                            |                                            |                                           |                                           | Odon IV vicomte de Lomagne († 1240)       | Odon IV vicomte de Lomagne († 1240)       | Odon IV vicomte de Lomagne († 1240)   | Odon IV vicomte de Lomagne († 1240)   | Odon IV vicomte de Lomagne († 1240)    | Odon IV vicomte de Lomagne († 1240)    |                                        |                                        |                                        |                                        |                       |                       |                       |                       |  |  |  |  |  |  |  |  |  |  |
|                                                |                                                |                                                |                                                |                                                  |                                                  |                                                  |                                                  | Roger vicomte de Fézensaguet                      | Roger vicomte de Fézensaguet                      | Roger vicomte de Fézensaguet                      | Roger vicomte de Fézensaguet                      | Roger vicomte de Fézensaguet                      | Roger vicomte de Fézensaguet                      |                                               |                                               |                                                               |                                                               |                                                               |                                                               |                                                               |                                                               |                                                            |                                                            |                                                            |                                                            |                                                 |                                                 | Géraud V comte d'Armagnac († 1219)                           | Géraud V comte d'Armagnac († 1219)                           | Géraud V comte d'Armagnac († 1219)                           | Géraud V comte d'Armagnac († 1219)                           | Géraud V comte d'Armagnac († 1219)                           | Géraud V comte d'Armagnac († 1219)                           |                                            |                                            |                                            |                                            |                                           |                                           | Odon IV vicomte de Lomagne († 1240)       | Odon IV vicomte de Lomagne († 1240)       | Odon IV vicomte de Lomagne († 1240)   | Odon IV vicomte de Lomagne († 1240)   | Odon IV vicomte de Lomagne († 1240)    | Odon IV vicomte de Lomagne († 1240)    |                                        |                                        |                                        |                                        |                       |                       |                       |                       |  |  |  |  |  |  |  |  |  |  |
|                                                |                                                |                                                |                                                |                                                  |                                                  |                                                  |                                                  |                                                   |                                                   |                                                   |                                                   |                                                   |                                                   |                                               |                                               |                                                               |                                                               |                                                               |                                                               |                                                               |                                                               |                                                            |                                                            |                                                            |                                                            |                                                 |                                                 |                                                              |                                                              |                                                              |                                                              |                                                              |                                                              |                                            |                                            |                                            |                                            |                                           |                                           |                                           |                                           |                                       |                                       |                                        |                                        |                                        |                                        |                                        |                                        |                       |                       |                       |                       |  |  |  |  |  |  |  |  |  |  |
|                                                |                                                |                                                |                                                |                                                  |                                                  |                                                  |                                                  |                                                   |                                                   |                                                   |                                                   |                                                   |                                                   |                                               |                                               | Pierre Gérard comte d'Armagnac († 1241)                       | Pierre Gérard comte d'Armagnac († 1241)                       | Pierre Gérard comte d'Armagnac († 1241)                       | Pierre Gérard comte d'Armagnac († 1241)                       | Pierre Gérard comte d'Armagnac († 1241)                       | Pierre Gérard comte d'Armagnac († 1241)                       |                                                            |                                                            | Bernard V comte d'Armagnac († 1243)                        | Bernard V comte d'Armagnac († 1243)                        | Bernard V comte d'Armagnac († 1243)             | Bernard V comte d'Armagnac († 1243)             | Bernard V comte d'Armagnac († 1243)                          | Bernard V comte d'Armagnac († 1243)                          |                                                              |                                                              | Mascarose Ire comtesse d'Armagnac († 1255)                   | Mascarose Ire comtesse d'Armagnac († 1255)                   | Mascarose Ire comtesse d'Armagnac († 1255) | Mascarose Ire comtesse d'Armagnac († 1255) | Mascarose Ire comtesse d'Armagnac († 1255) | Mascarose Ire comtesse d'Armagnac († 1255) |                                           |                                           | Arnaud Odon comte d'Armagnac († 1265)     | Arnaud Odon comte d'Armagnac († 1265)     | Arnaud Odon comte d'Armagnac († 1265) | Arnaud Odon comte d'Armagnac († 1265) | Arnaud Odon comte d'Armagnac († 1265)  | Arnaud Odon comte d'Armagnac († 1265)  |                                        |                                        | Escaronne de Blaziert                  | Escaronne de Blaziert                  | Escaronne de Blaziert | Escaronne de Blaziert | Escaronne de Blaziert | Escaronne de Blaziert |  |  |  |  |  |  |  |  |  |  |
|                                                |                                                |                                                |                                                |                                                  |                                                  |                                                  |                                                  |                                                   |                                                   |                                                   |                                                   |                                                   |                                                   |                                               |                                               | Pierre Gérard comte d'Armagnac († 1241)                       | Pierre Gérard comte d'Armagnac († 1241)                       | Pierre Gérard comte d'Armagnac († 1241)                       | Pierre Gérard comte d'Armagnac († 1241)                       | Pierre Gérard comte d'Armagnac († 1241)                       | Pierre Gérard comte d'Armagnac († 1241)                       |                                                            |                                                            | Bernard V comte d'Armagnac († 1243)                        | Bernard V comte d'Armagnac († 1243)                        | Bernard V comte d'Armagnac († 1243)             | Bernard V comte d'Armagnac († 1243)             | Bernard V comte d'Armagnac († 1243)                          | Bernard V comte d'Armagnac († 1243)                          |                                                              |                                                              | Mascarose Ire comtesse d'Armagnac († 1255)                   | Mascarose Ire comtesse d'Armagnac († 1255)                   | Mascarose Ire comtesse d'Armagnac († 1255) | Mascarose Ire comtesse d'Armagnac († 1255) | Mascarose Ire comtesse d'Armagnac († 1255) | Mascarose Ire comtesse d'Armagnac († 1255) |                                           |                                           | Arnaud Odon comte d'Armagnac († 1265)     | Arnaud Odon comte d'Armagnac († 1265)     | Arnaud Odon comte d'Armagnac († 1265) | Arnaud Odon comte d'Armagnac († 1265) | Arnaud Odon comte d'Armagnac († 1265)  | Arnaud Odon comte d'Armagnac († 1265)  |                                        |                                        | Escaronne de Blaziert                  | Escaronne de Blaziert                  | Escaronne de Blaziert | Escaronne de Blaziert | Escaronne de Blaziert | Escaronne de Blaziert |  |  |  |  |  |  |  |  |  |  |
|                                                |                                                |                                                |                                                |                                                  |                                                  |                                                  |                                                  |                                                   |                                                   |                                                   |                                                   |                                                   |                                                   |                                               |                                               |                                                               |                                                               |                                                               |                                                               |                                                               |                                                               |                                                            |                                                            |                                                            |                                                            |                                                 |                                                 |                                                              |                                                              |                                                              |                                                              |                                                              |                                                              |                                            |                                            |                                            |                                            |                                           |                                           |                                           |                                           |                                       |                                       |                                        |                                        |                                        |                                        |                                        |                                        |                       |                       |                       |                       |  |  |  |  |  |  |  |  |  |  |
|                                                |                                                |                                                |                                                |                                                  |                                                  |                                                  |                                                  | Géraud VI comte d'Armagnac († 1285)               | Géraud VI comte d'Armagnac († 1285)               | Géraud VI comte d'Armagnac († 1285)               | Géraud VI comte d'Armagnac († 1285)               | Géraud VI comte d'Armagnac († 1285)               | Géraud VI comte d'Armagnac († 1285)               |                                               |                                               |                                                               |                                                               |                                                               |                                                               |                                                               |                                                               |                                                            |                                                            |                                                            |                                                            |                                                 |                                                 | Eskivat de Chabanais comte d'Armagnac et de Bigorre († 1283) | Eskivat de Chabanais comte d'Armagnac et de Bigorre († 1283) | Eskivat de Chabanais comte d'Armagnac et de Bigorre († 1283) | Eskivat de Chabanais comte d'Armagnac et de Bigorre († 1283) | Eskivat de Chabanais comte d'Armagnac et de Bigorre († 1283) | Eskivat de Chabanais comte d'Armagnac et de Bigorre († 1283) |                                            |                                            | Mascarose II comtesse d'Armagnac († 1256)  | Mascarose II comtesse d'Armagnac († 1256)  | Mascarose II comtesse d'Armagnac († 1256) | Mascarose II comtesse d'Armagnac († 1256) | Mascarose II comtesse d'Armagnac († 1256) | Mascarose II comtesse d'Armagnac († 1256) |                                       |                                       | Vezian III vicomte de Lomagne († 1280) | Vezian III vicomte de Lomagne († 1280) | Vezian III vicomte de Lomagne († 1280) | Vezian III vicomte de Lomagne († 1280) | Vezian III vicomte de Lomagne († 1280) | Vezian III vicomte de Lomagne († 1280) |                       |                       |                       |                       |  |  |  |  |  |  |  |  |  |  |
|                                                |                                                |                                                |                                                |                                                  |                                                  |                                                  |                                                  | Géraud VI comte d'Armagnac († 1285)               | Géraud VI comte d'Armagnac († 1285)               | Géraud VI comte d'Armagnac († 1285)               | Géraud VI comte d'Armagnac († 1285)               | Géraud VI comte d'Armagnac († 1285)               | Géraud VI comte d'Armagnac († 1285)               |                                               |                                               |                                                               |                                                               |                                                               |                                                               |                                                               |                                                               |                                                            |                                                            |                                                            |                                                            |                                                 |                                                 | Eskivat de Chabanais comte d'Armagnac et de Bigorre († 1283) | Eskivat de Chabanais comte d'Armagnac et de Bigorre († 1283) | Eskivat de Chabanais comte d'Armagnac et de Bigorre († 1283) | Eskivat de Chabanais comte d'Armagnac et de Bigorre († 1283) | Eskivat de Chabanais comte d'Armagnac et de Bigorre († 1283) | Eskivat de Chabanais comte d'Armagnac et de Bigorre († 1283) |                                            |                                            | Mascarose II comtesse d'Armagnac († 1256)  | Mascarose II comtesse d'Armagnac († 1256)  | Mascarose II comtesse d'Armagnac († 1256) | Mascarose II comtesse d'Armagnac († 1256) | Mascarose II comtesse d'Armagnac († 1256) | Mascarose II comtesse d'Armagnac († 1256) |                                       |                                       | Vezian III vicomte de Lomagne († 1280) | Vezian III vicomte de Lomagne († 1280) | Vezian III vicomte de Lomagne († 1280) | Vezian III vicomte de Lomagne († 1280) | Vezian III vicomte de Lomagne († 1280) | Vezian III vicomte de Lomagne († 1280) |                       |                       |                       |                       |  |  |  |  |  |  |  |  |  |  |
|                                                |                                                |                                                |                                                |                                                  |                                                  |                                                  |                                                  |                                                   |                                                   |                                                   |                                                   |                                                   |                                                   |                                               |                                               |                                                               |                                                               |                                                               |                                                               |                                                               |                                                               |                                                            |                                                            |                                                            |                                                            |                                                 |                                                 |                                                              |                                                              |                                                              |                                                              |                                                              |                                                              |                                            |                                            |                                            |                                            |                                           |                                           |                                           |                                           |                                       |                                       |                                        |                                        |                                        |                                        |                                        |                                        |                       |                       |                       |                       |  |  |  |  |  |  |  |  |  |  |
|                                                |                                                |                                                |                                                |                                                  |                                                  |                                                  |                                                  |                                                   |                                                   |                                                   |                                                   |                                                   |                                                   |                                               |                                               |                                                               |                                                               |                                                               |                                                               |                                                               |                                                               |                                                            |                                                            |                                                            |                                                            |                                                 |                                                 |                                                              |                                                              |                                                              |                                                              |                                                              |                                                              |                                            |                                            |                                            |                                            |                                           |                                           |                                           |                                           |                                       |                                       |                                        |                                        |                                        |                                        |                                        |                                        |                       |                       |                       |                       |  |  |  |  |  |  |  |  |  |  |
|                                                |                                                |                                                |                                                |                                                  |                                                  |                                                  |                                                  |                                                   |                                                   |                                                   |                                                   |                                                   |                                                   |                                               |                                               |                                                               |                                                               |                                                               |                                                               |                                                               |                                                               |                                                            |                                                            |                                                            |                                                            |                                                 |                                                 |                                                              |                                                              |                                                              |                                                              |                                                              |                                                              |                                            |                                            |                                            |                                            |                                           |                                           |                                           |                                           |                                       |                                       |                                        |                                        |                                        |                                        |                                        |                                        |                       |                       |                       |                       |  |  |  |  |  |  |  |  |  |  |
|                                                |                                                |                                                |                                                | Bernard VI comte d'Armagnac et de Rodez († 1319) | Bernard VI comte d'Armagnac et de Rodez († 1319) | Bernard VI comte d'Armagnac et de Rodez († 1319) | Bernard VI comte d'Armagnac et de Rodez († 1319) | Bernard VI comte d'Armagnac et de Rodez († 1319)  | Bernard VI comte d'Armagnac et de Rodez († 1319)  |                                                   |                                                   |                                                   |                                                   |                                               |                                               |                                                               |                                                               |                                                               |                                                               |                                                               |                                                               |                                                            |                                                            | Gaston comte de Fézensaguet († 1326)                       | Gaston comte de Fézensaguet († 1326)                       | Gaston comte de Fézensaguet († 1326)            | Gaston comte de Fézensaguet († 1326)            | Gaston comte de Fézensaguet († 1326)                         | Gaston comte de Fézensaguet († 1326)                         |                                                              |                                                              |                                                              |                                                              |                                            |                                            |                                            |                                            |                                           |                                           |                                           |                                           |                                       |                                       |                                        |                                        |                                        |                                        |                                        |                                        |                       |                       |                       |                       |  |  |  |  |  |  |  |  |  |  |
|                                                |                                                |                                                |                                                | Bernard VI comte d'Armagnac et de Rodez († 1319) | Bernard VI comte d'Armagnac et de Rodez († 1319) | Bernard VI comte d'Armagnac et de Rodez († 1319) | Bernard VI comte d'Armagnac et de Rodez († 1319) | Bernard VI comte d'Armagnac et de Rodez († 1319)  | Bernard VI comte d'Armagnac et de Rodez († 1319)  |                                                   |                                                   |                                                   |                                                   |                                               |                                               |                                                               |                                                               |                                                               |                                                               |                                                               |                                                               |                                                            |                                                            | Gaston comte de Fézensaguet († 1326)                       | Gaston comte de Fézensaguet († 1326)                       | Gaston comte de Fézensaguet († 1326)            | Gaston comte de Fézensaguet († 1326)            | Gaston comte de Fézensaguet († 1326)                         | Gaston comte de Fézensaguet († 1326)                         |                                                              |                                                              |                                                              |                                                              |                                            |                                            |                                            |                                            |                                           |                                           |                                           |                                           |                                       |                                       |                                        |                                        |                                        |                                        |                                        |                                        |                       |                       |                       |                       |  |  |  |  |  |  |  |  |  |  |
|                                                |                                                |                                                |                                                | Jean Ier cte d'Armagnac et de Rodez († 1373)     | Jean Ier cte d'Armagnac et de Rodez († 1373)     | Jean Ier cte d'Armagnac et de Rodez († 1373)     | Jean Ier cte d'Armagnac et de Rodez († 1373)     | Jean Ier cte d'Armagnac et de Rodez († 1373)      | Jean Ier cte d'Armagnac et de Rodez († 1373)      |                                                   |                                                   |                                                   |                                                   |                                               |                                               |                                                               |                                                               |                                                               |                                                               |                                                               |                                                               |                                                            |                                                            | Géraud II comte de Fézensaguet († 1339)                    | Géraud II comte de Fézensaguet († 1339)                    | Géraud II comte de Fézensaguet († 1339)         | Géraud II comte de Fézensaguet († 1339)         | Géraud II comte de Fézensaguet († 1339)                      | Géraud II comte de Fézensaguet († 1339)                      |                                                              |                                                              |                                                              |                                                              |                                            |                                            |                                            |                                            |                                           |                                           |                                           |                                           |                                       |                                       |                                        |                                        |                                        |                                        |                                        |                                        |                       |                       |                       |                       |  |  |  |  |  |  |  |  |  |  |
|                                                |                                                |                                                |                                                | Jean Ier cte d'Armagnac et de Rodez († 1373)     | Jean Ier cte d'Armagnac et de Rodez († 1373)     | Jean Ier cte d'Armagnac et de Rodez († 1373)     | Jean Ier cte d'Armagnac et de Rodez († 1373)     | Jean Ier cte d'Armagnac et de Rodez († 1373)      | Jean Ier cte d'Armagnac et de Rodez († 1373)      |                                                   |                                                   |                                                   |                                                   |                                               |                                               |                                                               |                                                               |                                                               |                                                               |                                                               |                                                               |                                                            |                                                            | Géraud II comte de Fézensaguet († 1339)                    | Géraud II comte de Fézensaguet († 1339)                    | Géraud II comte de Fézensaguet († 1339)         | Géraud II comte de Fézensaguet († 1339)         | Géraud II comte de Fézensaguet († 1339)                      | Géraud II comte de Fézensaguet († 1339)                      |                                                              |                                                              |                                                              |                                                              |                                            |                                            |                                            |                                            |                                           |                                           |                                           |                                           |                                       |                                       |                                        |                                        |                                        |                                        |                                        |                                        |                       |                       |                       |                       |  |  |  |  |  |  |  |  |  |  |
|                                                |                                                |                                                |                                                |                                                  |                                                  |                                                  |                                                  |                                                   |                                                   |                                                   |                                                   |                                                   |                                                   |                                               |                                               |                                                               |                                                               |                                                               |                                                               |                                                               |                                                               |                                                            |                                                            |                                                            |                                                            |                                                 |                                                 |                                                              |                                                              |                                                              |                                                              |                                                              |                                                              |                                            |                                            |                                            |                                            |                                           |                                           |                                           |                                           |                                       |                                       |                                        |                                        |                                        |                                        |                                        |                                        |                       |                       |                       |                       |  |  |  |  |  |  |  |  |  |  |
|                                                |                                                |                                                |                                                | Jean II comte d'Armagnac et de Rodez († 1384)    | Jean II comte d'Armagnac et de Rodez († 1384)    | Jean II comte d'Armagnac et de Rodez († 1384)    | Jean II comte d'Armagnac et de Rodez († 1384)    | Jean II comte d'Armagnac et de Rodez († 1384)     | Jean II comte d'Armagnac et de Rodez († 1384)     |                                                   |                                                   |                                                   |                                                   |                                               |                                               |                                                               |                                                               |                                                               |                                                               | Jean Ier comte de Fézensaguet († 1390)                        | Jean Ier comte de Fézensaguet († 1390)                        | Jean Ier comte de Fézensaguet († 1390)                     | Jean Ier comte de Fézensaguet († 1390)                     | Jean Ier comte de Fézensaguet († 1390)                     | Jean Ier comte de Fézensaguet († 1390)                     |                                                 |                                                 | Géraud III comte de Pardiac et de Fézensaguet († 1401)       | Géraud III comte de Pardiac et de Fézensaguet († 1401)       | Géraud III comte de Pardiac et de Fézensaguet († 1401)       | Géraud III comte de Pardiac et de Fézensaguet († 1401)       | Géraud III comte de Pardiac et de Fézensaguet († 1401)       | Géraud III comte de Pardiac et de Fézensaguet († 1401)       |                                            |                                            |                                            |                                            |                                           |                                           |                                           |                                           |                                       |                                       |                                        |                                        |                                        |                                        |                                        |                                        |                       |                       |                       |                       |  |  |  |  |  |  |  |  |  |  |
|                                                |                                                |                                                |                                                | Jean II comte d'Armagnac et de Rodez († 1384)    | Jean II comte d'Armagnac et de Rodez († 1384)    | Jean II comte d'Armagnac et de Rodez († 1384)    | Jean II comte d'Armagnac et de Rodez († 1384)    | Jean II comte d'Armagnac et de Rodez († 1384)     | Jean II comte d'Armagnac et de Rodez († 1384)     |                                                   |                                                   |                                                   |                                                   |                                               |                                               |                                                               |                                                               |                                                               |                                                               | Jean Ier comte de Fézensaguet († 1390)                        | Jean Ier comte de Fézensaguet († 1390)                        | Jean Ier comte de Fézensaguet († 1390)                     | Jean Ier comte de Fézensaguet († 1390)                     | Jean Ier comte de Fézensaguet († 1390)                     | Jean Ier comte de Fézensaguet († 1390)                     |                                                 |                                                 | Géraud III comte de Pardiac et de Fézensaguet († 1401)       | Géraud III comte de Pardiac et de Fézensaguet († 1401)       | Géraud III comte de Pardiac et de Fézensaguet († 1401)       | Géraud III comte de Pardiac et de Fézensaguet († 1401)       | Géraud III comte de Pardiac et de Fézensaguet († 1401)       | Géraud III comte de Pardiac et de Fézensaguet († 1401)       |                                            |                                            |                                            |                                            |                                           |                                           |                                           |                                           |                                       |                                       |                                        |                                        |                                        |                                        |                                        |                                        |                       |                       |                       |                       |  |  |  |  |  |  |  |  |  |  |
|                                                |                                                |                                                |                                                |                                                  |                                                  |                                                  |                                                  |                                                   |                                                   |                                                   |                                                   |                                                   |                                                   |                                               |                                               |                                                               |                                                               |                                                               |                                                               |                                                               |                                                               |                                                            |                                                            |                                                            |                                                            |                                                 |                                                 |                                                              |                                                              |                                                              |                                                              |                                                              |                                                              |                                            |                                            |                                            |                                            |                                           |                                           |                                           |                                           |                                       |                                       |                                        |                                        |                                        |                                        |                                        |                                        |                       |                       |                       |                       |  |  |  |  |  |  |  |  |  |  |
| Jean III comte d'Armagnac et de Rodez († 1391) | Jean III comte d'Armagnac et de Rodez († 1391) | Jean III comte d'Armagnac et de Rodez († 1391) | Jean III comte d'Armagnac et de Rodez († 1391) | Jean III comte d'Armagnac et de Rodez († 1391)   | Jean III comte d'Armagnac et de Rodez († 1391)   |                                                  |                                                  | Bernard VII comte d'Armagnac et de Rodez († 1418) | Bernard VII comte d'Armagnac et de Rodez († 1418) | Bernard VII comte d'Armagnac et de Rodez († 1418) | Bernard VII comte d'Armagnac et de Rodez († 1418) | Bernard VII comte d'Armagnac et de Rodez († 1418) | Bernard VII comte d'Armagnac et de Rodez († 1418) |                                               |                                               |                                                               |                                                               |                                                               |                                                               |                                                               |                                                               |                                                            |                                                            |                                                            |                                                            |                                                 |                                                 | Jean II comte de Pardiac et de Fézensaguet († 1402)          | Jean II comte de Pardiac et de Fézensaguet († 1402)          | Jean II comte de Pardiac et de Fézensaguet († 1402)          | Jean II comte de Pardiac et de Fézensaguet († 1402)          | Jean II comte de Pardiac et de Fézensaguet († 1402)          | Jean II comte de Pardiac et de Fézensaguet († 1402)          |                                            |                                            |                                            |                                            |                                           |                                           |                                           |                                           |                                       |                                       |                                        |                                        |                                        |                                        |                                        |                                        |                       |                       |                       |                       |  |  |  |  |  |  |  |  |  |  |
| Jean III comte d'Armagnac et de Rodez († 1391) | Jean III comte d'Armagnac et de Rodez († 1391) | Jean III comte d'Armagnac et de Rodez († 1391) | Jean III comte d'Armagnac et de Rodez († 1391) | Jean III comte d'Armagnac et de Rodez († 1391)   | Jean III comte d'Armagnac et de Rodez († 1391)   |                                                  |                                                  | Bernard VII comte d'Armagnac et de Rodez († 1418) | Bernard VII comte d'Armagnac et de Rodez († 1418) | Bernard VII comte d'Armagnac et de Rodez († 1418) | Bernard VII comte d'Armagnac et de Rodez († 1418) | Bernard VII comte d'Armagnac et de Rodez († 1418) | Bernard VII comte d'Armagnac et de Rodez († 1418) |                                               |                                               |                                                               |                                                               |                                                               |                                                               |                                                               |                                                               |                                                            |                                                            |                                                            |                                                            |                                                 |                                                 | Jean II comte de Pardiac et de Fézensaguet († 1402)          | Jean II comte de Pardiac et de Fézensaguet († 1402)          | Jean II comte de Pardiac et de Fézensaguet († 1402)          | Jean II comte de Pardiac et de Fézensaguet († 1402)          | Jean II comte de Pardiac et de Fézensaguet († 1402)          | Jean II comte de Pardiac et de Fézensaguet († 1402)          |                                            |                                            |                                            |                                            |                                           |                                           |                                           |                                           |                                       |                                       |                                        |                                        |                                        |                                        |                                        |                                        |                       |                       |                       |                       |  |  |  |  |  |  |  |  |  |  |
|                                                |                                                |                                                |                                                |                                                  |                                                  |                                                  |                                                  |                                                   |                                                   |                                                   |                                                   |                                                   |                                                   |                                               |                                               |                                                               |                                                               |                                                               |                                                               |                                                               |                                                               |                                                            |                                                            |                                                            |                                                            |                                                 |                                                 |                                                              |                                                              |                                                              |                                                              |                                                              |                                                              |                                            |                                            |                                            |                                            |                                           |                                           |                                           |                                           |                                       |                                       |                                        |                                        |                                        |                                        |                                        |                                        |                       |                       |                       |                       |  |  |  |  |  |  |  |  |  |  |
|                                                |                                                |                                                |                                                | Jean IV cte d'Armagnac et de Rodez († 1450)      | Jean IV cte d'Armagnac et de Rodez († 1450)      | Jean IV cte d'Armagnac et de Rodez († 1450)      | Jean IV cte d'Armagnac et de Rodez († 1450)      | Jean IV cte d'Armagnac et de Rodez († 1450)       | Jean IV cte d'Armagnac et de Rodez († 1450)       |                                                   |                                                   |                                                   |                                                   |                                               |                                               | Bernard cte de Pardiac de la Marche duc de Nemours († 1462)   | Bernard cte de Pardiac de la Marche duc de Nemours († 1462)   | Bernard cte de Pardiac de la Marche duc de Nemours († 1462)   | Bernard cte de Pardiac de la Marche duc de Nemours († 1462)   | Bernard cte de Pardiac de la Marche duc de Nemours († 1462)   | Bernard cte de Pardiac de la Marche duc de Nemours († 1462)   |                                                            |                                                            |                                                            |                                                            |                                                 |                                                 |                                                              |                                                              |                                                              |                                                              |                                                              |                                                              |                                            |                                            |                                            |                                            |                                           |                                           |                                           |                                           |                                       |                                       |                                        |                                        |                                        |                                        |                                        |                                        |                       |                       |                       |                       |  |  |  |  |  |  |  |  |  |  |
|                                                |                                                |                                                |                                                | Jean IV cte d'Armagnac et de Rodez († 1450)      | Jean IV cte d'Armagnac et de Rodez († 1450)      | Jean IV cte d'Armagnac et de Rodez († 1450)      | Jean IV cte d'Armagnac et de Rodez († 1450)      | Jean IV cte d'Armagnac et de Rodez († 1450)       | Jean IV cte d'Armagnac et de Rodez († 1450)       |                                                   |                                                   |                                                   |                                                   |                                               |                                               | Bernard cte de Pardiac de la Marche duc de Nemours († 1462)   | Bernard cte de Pardiac de la Marche duc de Nemours († 1462)   | Bernard cte de Pardiac de la Marche duc de Nemours († 1462)   | Bernard cte de Pardiac de la Marche duc de Nemours († 1462)   | Bernard cte de Pardiac de la Marche duc de Nemours († 1462)   | Bernard cte de Pardiac de la Marche duc de Nemours († 1462)   |                                                            |                                                            |                                                            |                                                            |                                                 |                                                 |                                                              |                                                              |                                                              |                                                              |                                                              |                                                              |                                            |                                            |                                            |                                            |                                           |                                           |                                           |                                           |                                       |                                       |                                        |                                        |                                        |                                        |                                        |                                        |                       |                       |                       |                       |  |  |  |  |  |  |  |  |  |  |
|                                                |                                                |                                                |                                                |                                                  |                                                  |                                                  |                                                  |                                                   |                                                   |                                                   |                                                   |                                                   |                                                   |                                               |                                               |                                                               |                                                               |                                                               |                                                               |                                                               |                                                               |                                                            |                                                            |                                                            |                                                            |                                                 |                                                 |                                                              |                                                              |                                                              |                                                              |                                                              |                                                              |                                            |                                            |                                            |                                            |                                           |                                           |                                           |                                           |                                       |                                       |                                        |                                        |                                        |                                        |                                        |                                        |                       |                       |                       |                       |  |  |  |  |  |  |  |  |  |  |
| Jean V comte d'Armagnac et de Rodez († 1473)   | Jean V comte d'Armagnac et de Rodez († 1473)   | Jean V comte d'Armagnac et de Rodez († 1473)   | Jean V comte d'Armagnac et de Rodez († 1473)   | Jean V comte d'Armagnac et de Rodez († 1473)     | Jean V comte d'Armagnac et de Rodez († 1473)     |                                                  |                                                  | Charles Ier comte d'Armagnac et de Rodez († 1497) | Charles Ier comte d'Armagnac et de Rodez († 1497) | Charles Ier comte d'Armagnac et de Rodez († 1497) | Charles Ier comte d'Armagnac et de Rodez († 1497) | Charles Ier comte d'Armagnac et de Rodez († 1497) | Charles Ier comte d'Armagnac et de Rodez († 1497) |                                               |                                               | Jacques comte de Pardiac de la Marche duc de Nemours († 1477) | Jacques comte de Pardiac de la Marche duc de Nemours († 1477) | Jacques comte de Pardiac de la Marche duc de Nemours († 1477) | Jacques comte de Pardiac de la Marche duc de Nemours († 1477) | Jacques comte de Pardiac de la Marche duc de Nemours († 1477) | Jacques comte de Pardiac de la Marche duc de Nemours († 1477) |                                                            |                                                            |                                                            |                                                            |                                                 |                                                 |                                                              |                                                              |                                                              |                                                              |                                                              |                                                              |                                            |                                            |                                            |                                            |                                           |                                           |                                           |                                           |                                       |                                       |                                        |                                        |                                        |                                        |                                        |                                        |                       |                       |                       |                       |  |  |  |  |  |  |  |  |  |  |
| Jean V comte d'Armagnac et de Rodez († 1473)   | Jean V comte d'Armagnac et de Rodez († 1473)   | Jean V comte d'Armagnac et de Rodez († 1473)   | Jean V comte d'Armagnac et de Rodez († 1473)   | Jean V comte d'Armagnac et de Rodez († 1473)     | Jean V comte d'Armagnac et de Rodez († 1473)     |                                                  |                                                  | Charles Ier comte d'Armagnac et de Rodez († 1497) | Charles Ier comte d'Armagnac et de Rodez († 1497) | Charles Ier comte d'Armagnac et de Rodez († 1497) | Charles Ier comte d'Armagnac et de Rodez († 1497) | Charles Ier comte d'Armagnac et de Rodez († 1497) | Charles Ier comte d'Armagnac et de Rodez († 1497) |                                               |                                               | Jacques comte de Pardiac de la Marche duc de Nemours († 1477) | Jacques comte de Pardiac de la Marche duc de Nemours († 1477) | Jacques comte de Pardiac de la Marche duc de Nemours († 1477) | Jacques comte de Pardiac de la Marche duc de Nemours († 1477) | Jacques comte de Pardiac de la Marche duc de Nemours († 1477) | Jacques comte de Pardiac de la Marche duc de Nemours († 1477) |                                                            |                                                            |                                                            |                                                            |                                                 |                                                 |                                                              |                                                              |                                                              |                                                              |                                                              |                                                              |                                            |                                            |                                            |                                            |                                           |                                           |                                           |                                           |                                       |                                       |                                        |                                        |                                        |                                        |                                        |                                        |                       |                       |                       |                       |  |  |  |  |  |  |  |  |  |  |
|                                                |                                                |                                                |                                                |                                                  |                                                  |                                                  |                                                  |                                                   |                                                   |                                                   |                                                   |                                                   |                                                   |                                               |                                               |                                                               |                                                               |                                                               |                                                               |                                                               |                                                               |                                                            |                                                            |                                                            |                                                            |                                                 |                                                 |                                                              |                                                              |                                                              |                                                              |                                                              |                                                              |                                            |                                            |                                            |                                            |                                           |                                           |                                           |                                           |                                       |                                       |                                        |                                        |                                        |                                        |                                        |                                        |                       |                       |                       |                       |  |  |  |  |  |  |  |  |  |  |
|                                                |                                                |                                                |                                                |                                                  |                                                  |                                                  |                                                  |                                                   |                                                   |                                                   |                                                   | Jean comte de Pardiac duc de Nemours († 1500)     | Jean comte de Pardiac duc de Nemours († 1500)     | Jean comte de Pardiac duc de Nemours († 1500) | Jean comte de Pardiac duc de Nemours († 1500) | Jean comte de Pardiac duc de Nemours († 1500)                 | Jean comte de Pardiac duc de Nemours († 1500)                 |                                                               |                                                               | Louis comte de Pardiac et de Guise duc de Nemours († 1503)    | Louis comte de Pardiac et de Guise duc de Nemours († 1503)    | Louis comte de Pardiac et de Guise duc de Nemours († 1503) | Louis comte de Pardiac et de Guise duc de Nemours († 1503) | Louis comte de Pardiac et de Guise duc de Nemours († 1503) | Louis comte de Pardiac et de Guise duc de Nemours († 1503) |                                                 |                                                 |                                                              |                                                              |                                                              |                                                              |                                                              |                                                              |                                            |                                            |                                            |                                            |                                           |                                           |                                           |                                           |                                       |                                       |                                        |                                        |                                        |                                        |                                        |                                        |                       |                       |                       |                       |  |  |  |  |  |  |  |  |  |  |

N.B. : Cette généalogie ne fait pas l'objet d'un consensus. Elle est différente de celle publiée au XIXe siècle par l'historien du Rouergue, Hippolyte de Barrau, qui ne mentionne pas la substitution par la maison de Lomagne.

## Armorial de la maison d'Armagnac

Comtes d'Armagnac
Comtes d'Armagnac et de Rodez
Comtes de Pardiac, de la Marche et ducs de Nemours

1. Comtes d'Armagnac : D'argent au lion de gueules
2. Comtes d'Armagnac et de Rodez : Écartelé, aux 1 et 4 d'argent au lion de gueules, aux 2 et 3 de gueules au lion ou lion léopardé d'or
3. Comtes de Pardiac et de la Marche, puis ducs de Nemours : Écartelé, aux 1 et 4 d'argent au lion de gueules, aux 2 et 3 de gueules au lion ou lion léopardé d'or au lambel d'azur sur le tout

## Pour approfondir